# Światowy Dzień Żywności
Światowy Dzień Żywności (ang. World Food Day) – święto obchodzone corocznie 16 października proklamowane przez FAO w 1979 roku w rocznicę utworzenia Organizacji Narodów Zjednoczonych do spraw Wyżywienia i Rolnictwa w 1945 roku.
Organizowanie obchodów Dnia poparło w 1980 roku Zgromadzenie Ogólne ONZ z uwagi na fakt, że „żywność jest wstępnym warunkiem przetrwania i pomyślnego rozwoju człowieka i stanowi jego fundamentalną potrzebę” (rezolucja 35/70 z 5 grudnia). 
Lata 1997-2006 i 2008-2017 (rezolucja 62/205 z 19 grudnia 2007) zostały ogłoszone przez Zgromadzenie „Dekadami Walki z Ubóstwem”.
Celem obchodów Światowego Dnia Żywności jest pogłębianie świadomości opinii publicznej na temat globalnych problemów żywnościowych i wzmocnienie poczucia solidarności w walce z głodem, niedożywieniem i ubóstwem. 
W 1996 roku odbył się Pierwszy Światowy Szczyt Żywnościowy i zgromadził reprezentantów ze 185 krajów. Postanowiono do 2015 roku zredukować o połowę liczbę głodujących dzieci, mężczyzn i kobiet. Drugi Światowy Szczyt odbył się w 2002 roku. Równolegle w Rzymie, w dniach 10–13 czerwca 2002, odbyła się debata, która skupiła reprezentantów z 650 organizacji praw człowieka, pracowniczych i rolniczych z 92 krajów.

## Hasła obchodów (od 2005)
| Rok  | Hasło w języku angielskim                                           | Hasło w języku polskim                                                          |
| ---- | ------------------------------------------------------------------- | ------------------------------------------------------------------------------- |
| 2005 | Agriculture and intercultural dialogue                              | Rolnictwo i dialog międzykulturowy                                              |
| 2006 | Investing in agriculture for food security                          | Inwestowanie w rolnictwie w zakresie bezpieczeństwa żywności                    |
| 2007 | The Right to Food                                                   | Prawo do żywności                                                               |
| 2008 | World Food Security: the Challenges of Climate Change and Bioenergy | Światowe bezpieczeństwo żywności: wyzwania dla zmian klimatycznych i bioenergii |
| 2009 | Achieving food security in times of crisis                          | Osiągnięcie bezpieczeństwa żywnościowego w czasach kryzysu                      |
| 2010 | United against Hunger                                               | Zjednoczeni przeciwko głodowi                                                   |
| 2011 | Food prices-from crisis to stability                                | Ceny żywności-od kryzysu do stabilizacji                                        |